# Heilig-Blut-Basilika

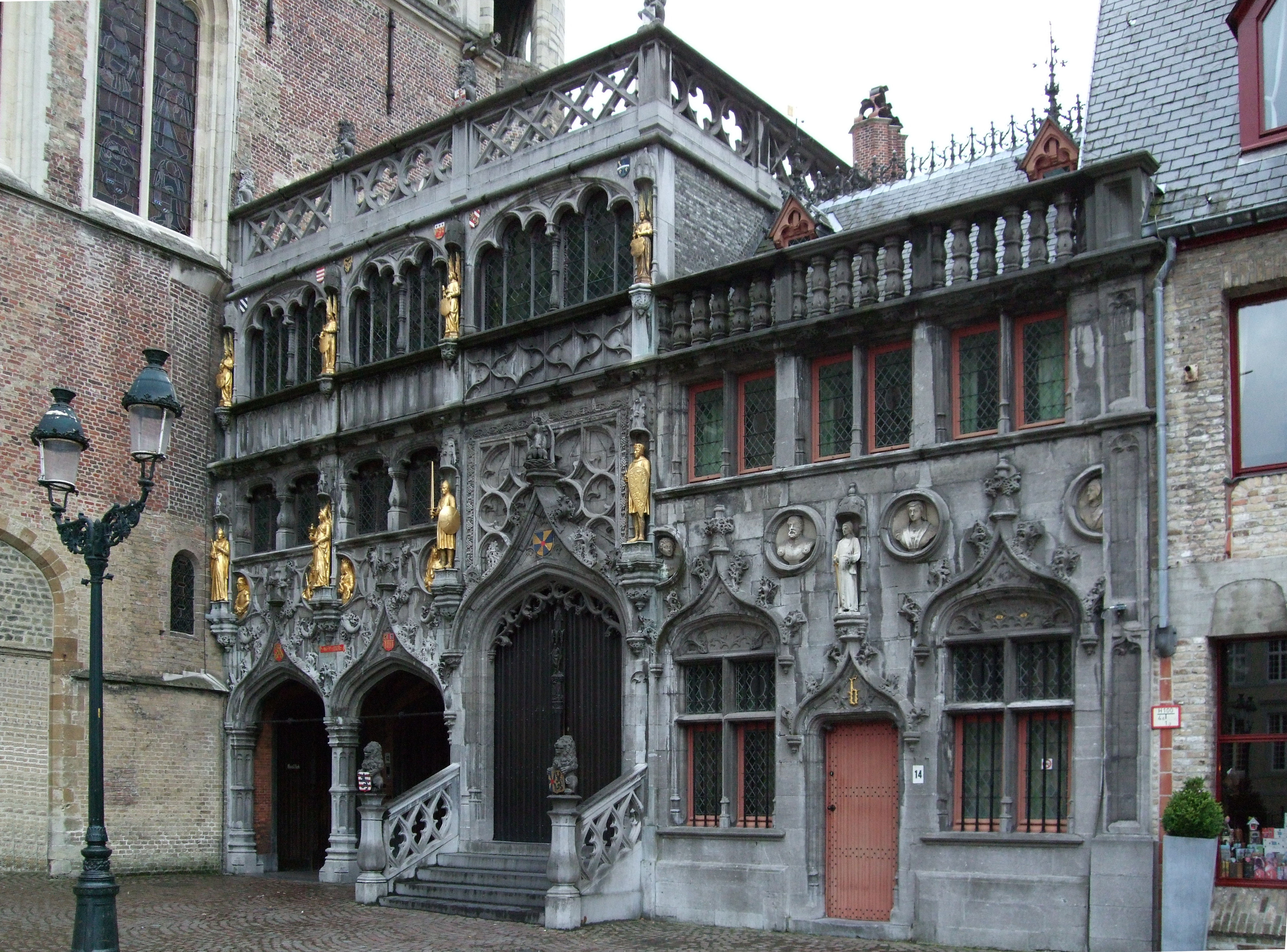
Links in rotem und gelbem Backstein u. etwas Naturstein die eigentliche Doppelkapelle, rechts in Kalkstein die St.-Ivo-Kapelle mit dem Portal, ganz rechts die Kriminalkanzlei

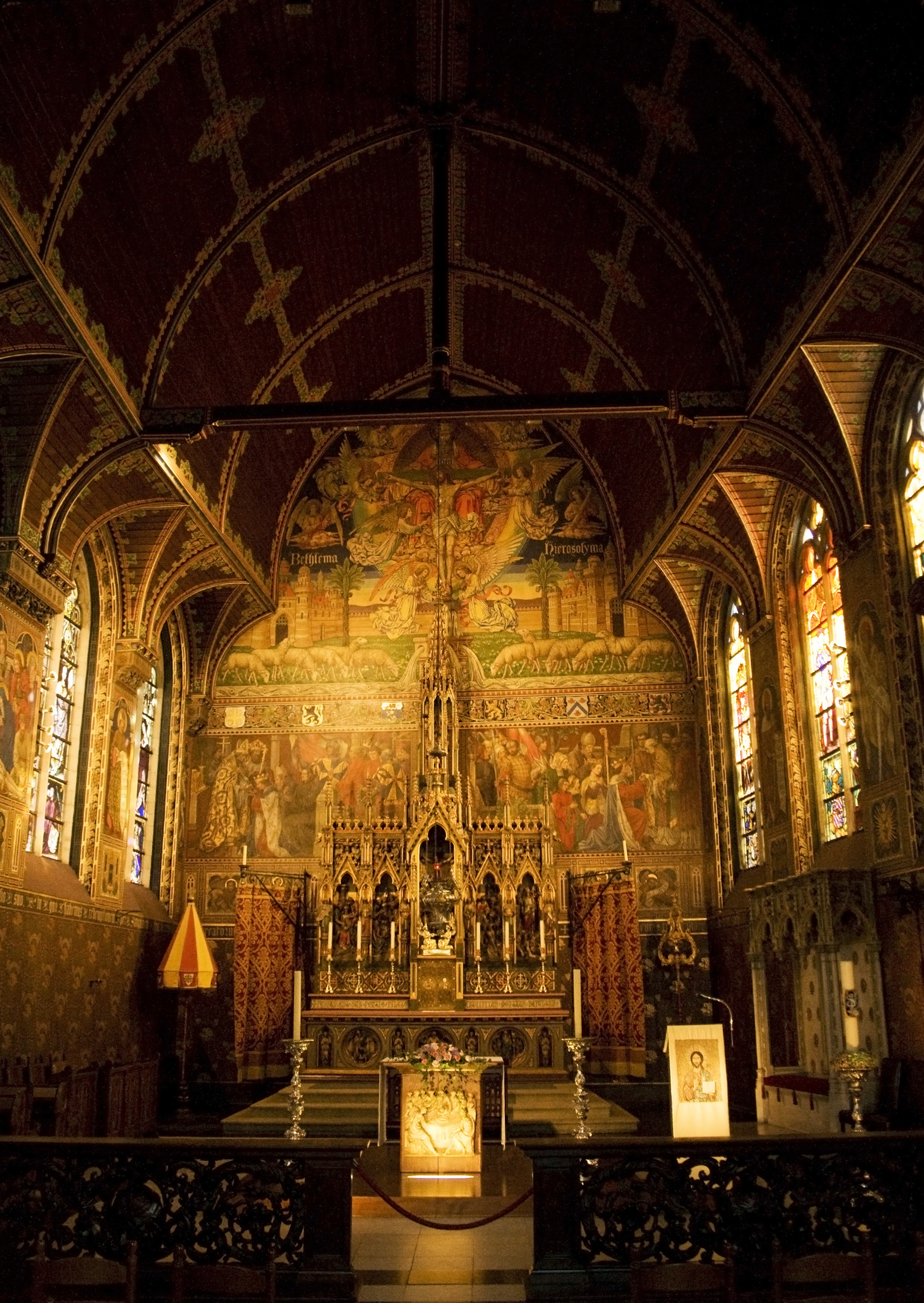
Der neugotisch überformte Innenraum der Heilig-Blut-Basilika

Die Heilig-Blut-Basilika in Brügge schließt südwestlich an das Rathaus an. Beide stehen östlich des Marktplatzes Grote Markt auf dem Gelände der im 9. Jahrhundert errichteten Grafenburg, nach welcher der Burgplatz benannt ist. Die Kirche ist heute das älteste Gebäude auf dem ehemaligen Burggelände. Die Doppelkirche besteht aus der Basiliuskapelle als Unterkirche und einer Oberkirche. Der Sakralbau ist Aufbewahrungsort einer der bedeutendsten Reliquien Europas, einer Heiligblut-Reliquie. Seit 1923 hat sie den Rang einer Basilica minor.

## Geschichte
Kern der Kirche war eine 1134 bis 1157 unter Graf Dietrich von Elsass gebaute romanische Doppelkapelle.
In der ersten Hälfte des 13. Jahrhunderts wurde die aus Konstantinopel stammende Heilig-Blut-Reliquie der Stadt übertragen und in der Oberkapelle untergebracht; 1291 wird erstmals von einer Heiligblutprozession in Brügge berichtet.
Im Gefolge des Schwarzen Todes im 14. Jahrhundert veranlasste der blühende Kult eine Erweiterung der Heiligblutkapelle durch Anbau der Heiligkreuzkapelle an der Südseite der Oberkapelle. Der Unterbau wurde aus drei Mauern zwischen der St.-Blasius-Kapelle und der aus dem 10. Jahrhundert stammenden Burgmauer errichtet und mit Tonnengewölben gedeckt.

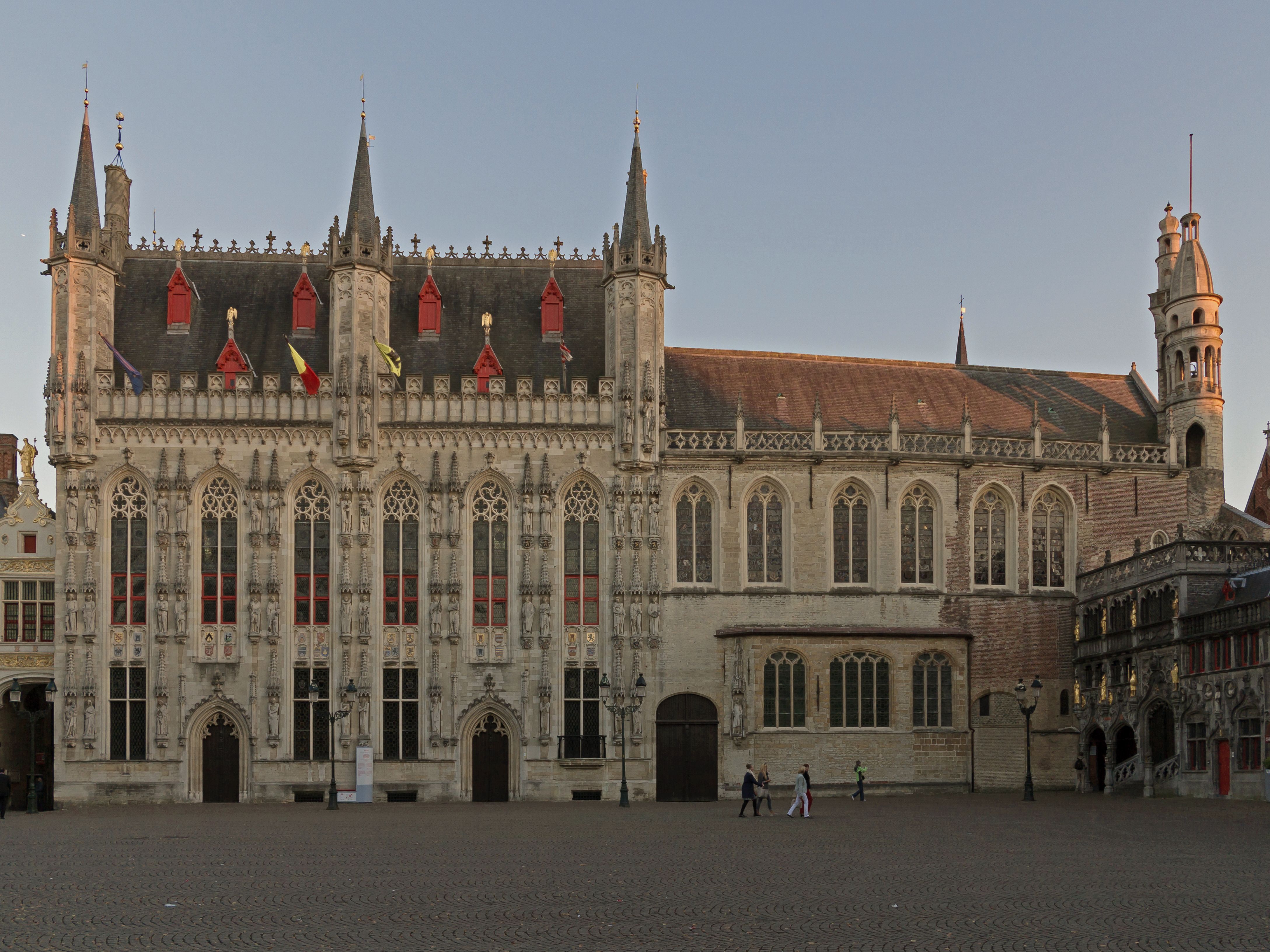
Links Rathaus, rechts Heilig-Blut-Basilika, rechter Bildrand St. Ivo

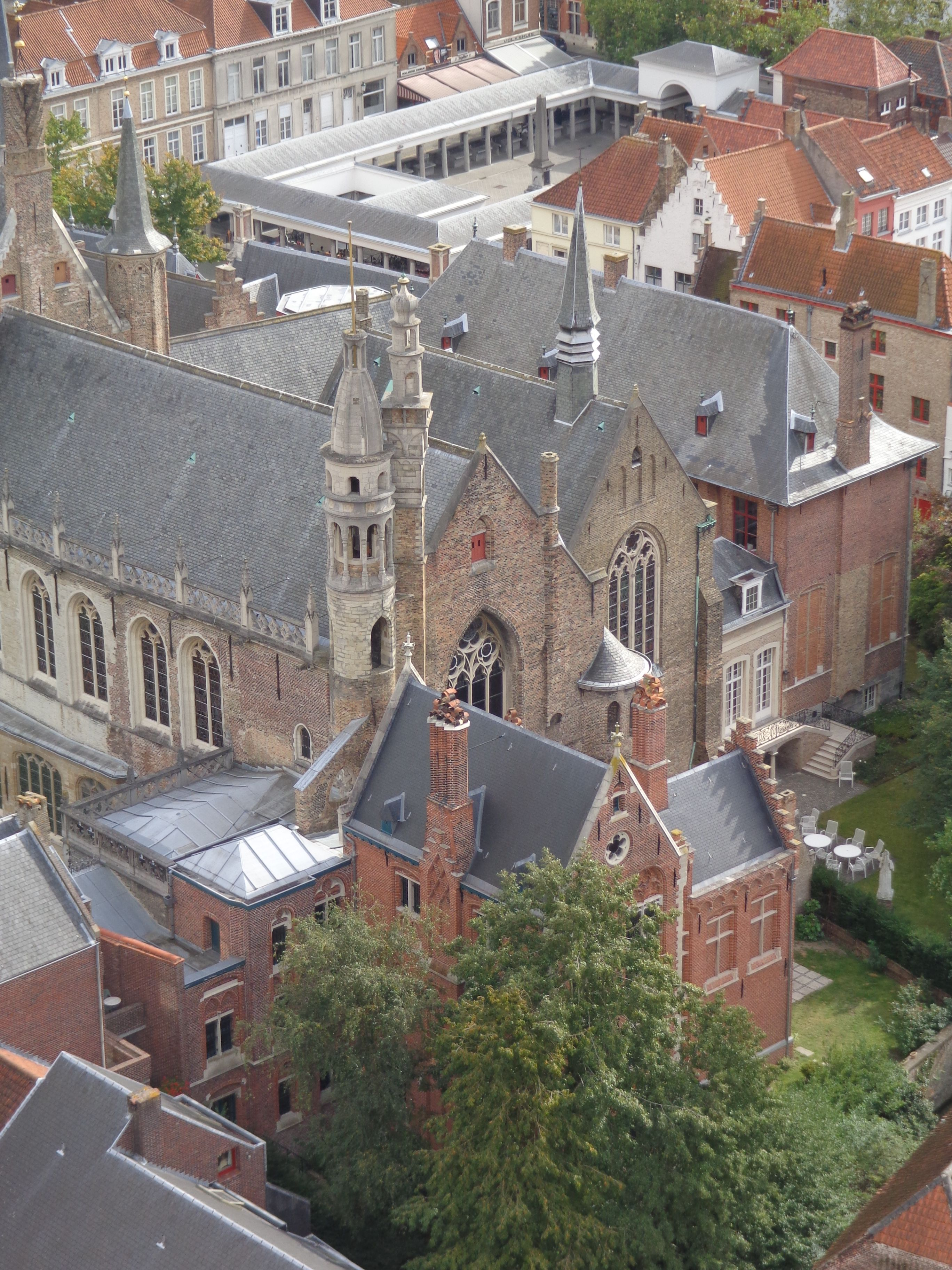
Heiligblutkapelle zwischen der Heiligkreuzkapelle (Mitte rechts) und dem flachen Metalldach der St.-Ivo-Kapelle (ganz links)

Ende des 15. Jahrhunderts wurde der Chor der Heiligblutkapelle bis an das Rathaus der Stadt verlängert und zu diesem Zweck das Beenhouwersstraatje (Beinhauersträßchen) überbaut. Außerdem wurden die nordwestlichen Ecktürme errichtet. Zur Unterhaltung der Blutkapelle wurde die „Edle Bruderschaft des Heiligen Blutes“ gegründet, bestehend aus 31 Bürgern von Brügge.
1503 wurde an der Burgseite noch die St.-Ivo-Kapelle der Bruderschaft der Juristen und Kanzlisten angebaut.
Vielleicht als Ersatz für eine vorherige einfache Treppe wurde 1528 bis 1532 ein spätgotisches Treppenhaus errichtet und mit einem Turm versehen, als Pendant zu den nordwestlichen Türmen. Gleichzeitig und von denselben Architekten im selben Stil entworfen entstand die rechts angrenzende Kriminalkanzlei.
Nach dem Achtzigjährigen Krieg wurde 1636 die Heiligblutkapelle restauriert, 1672 die Heiligkreuzkapelle.
1686 wurde das Schiff der Heiligblutkapelle in spätgotischem Stil umgebaut, sodass nun Chor und Schiff stilistisch übereinstimmten.
Nach schweren Schäden durch französische Revolutionstruppen 1792 wurde zwar schon 1804 eine Wiederherstellung beantragt, aber zunächst wurden noch wichtige Gebäudeteile abgerissen. Die Restaurierung der Kirche fand erst 1820 bis 1830 statt. Das Treppenhaus wurde 1829 bis 1839 historistisch rekonstruiert, unter Wiederverwendung von viel Originalmaterial, aber um vier Meter zurückversetzt. Der Platz dafür war durch Abtragen der Ruine des „Steen“ frei geworden, des Kernbaus der alten Grafenburg.
Bei mehreren Restaurierungen im Lauf des 19. Jahrhunderts erhielten die Innenräume eine umfangreiche neugotische Ausstattung, die Blutkapelle 1820 bis 1830 ein Gewölbe aus Stuck. Dieses Gewölbe wurde 1907 bis 1914 durch ein hölzernes Tonnengewölbe nach mittelalterlichen Vorbildern ersetzt.
Nachdem 1927 schwere Schäden am Gewölbe der Heiligkreuzkapelle festgestellt worden waren, wurde sie ab 1934 vollständig erneuert. Dabei stellte man nicht den vorgefundenen Zustand wieder her und verwarf auch einen historistischen Entwurf, sondern griff auf die Darstellung aus dem Jahr 1562 im Stadtplan von Marcus Gerards zurück, eine einfache gotische Kapelle.

## Gebäude
Entsprechend der komplizierten Baugeschichte zeigen die einzelnen Teile dieses Kirchengebäudes heute verschiedene Formen der Gotik. Die Materialien sind Backstein, Tuffstein, Kalksandstein und Kalkstein.

## Besonderheiten
Die Ampulle mit dem Blut Christi wird in einem silbernen Reliquienschrein (von 1661) aufbewahrt. Der aus Brügge stammende Graf und Kreuzritter Dietrich von Elsass soll diese Reliquie für tapfere Taten während des Zweiten Kreuzzuges in Jerusalem erhalten haben. Die Reliquie wird seit 1291 immer zu Christi Himmelfahrt während der Heilig-Blut-Prozession durch die Stadt getragen. Die Heilig-Blut-Prozession wurde 2009 in die Repräsentative Liste des immateriellen Kulturerbes der Menschheit aufgenommen.